# Coppa del Mondo di sci alpino 2006
La Coppa del Mondo di sci alpino 2006 fu la quarantesima edizione della manifestazione organizzata dalla Federazione Internazionale Sci; ebbe inizio il 22 ottobre 2005 a Sölden, in Austria, e si concluse il 19 marzo 2006 a Åre, in Svezia. Nel corso della stagione si tennero a Torino i XX Giochi olimpici invernali, non validi ai fini della Coppa del Mondo, il cui calendario contemplò dunque un'interruzione nel mese di febbraio.
In campo maschile furono disputate 37 delle 38 gare in programma (9 discese libere, 6 supergiganti, 8 slalom giganti, 10 slalom speciali, 1 combinata, 3 supercombinate), in 18 diverse località. L'austriaco Benjamin Raich si aggiudicò sia la coppa di cristallo, il trofeo assegnato al vincitore della classifica generale, sia quella di slalom gigante; il suo connazionale Michael Walchhofer vinse la Coppa di discesa libera, il norvegese Aksel Lund Svindal quella di supergigante e l'italiano Giorgio Rocca quella di slalom speciale. Bode Miller era il detentore uscente della Coppa generale.
In campo femminile furono disputate 36 gare (8 discese libere, 8 supergiganti, 9 slalom giganti, 9 slalom speciali, 2 supercombinate), in 15 diverse località. La croata Janica Kostelić si aggiudicò sia la coppa di cristallo, sia quella di slalom speciale; l'austriaca Michaela Dorfmeister vinse le Coppe di discesa libera e di supergigante e la svedese Anja Pärson quella di slalom gigante. La Pärson era la detentrice uscente della Coppa generale.
Per la prima volta fu inserita in calendario una gara a squadre mista, disputata al termine delle finali di Åre.

## Uomini

### Risultati
| Data             | Località               | Nazione       | Pista                          | Spec. | Primo                           | Secondo                       | Terzo                        |
| ---------------- | ---------------------- | ------------- | ------------------------------ | ----- | ------------------------------- | ----------------------------- | ---------------------------- |
| 23 ottobre 2005  | Sölden                 | Austria       | Rettenbach                     | GS    | Hermann Maier                   | Bode Miller                   | Rainer Schönfelder           |
| 26 novembre 2005 | Lake Louise            | Canada        | Men’s Olympic Downhill         | DH    | Fritz Strobl                    | Kjetil André Aamodt           | Marco Büchel                 |
| 27 novembre 2005 | Lake Louise            | Canada        | Men’s Olympic Downhill         | SG    | Aksel Lund Svindal              | Benjamin Raich                | Daron Rahlves                |
| 1º dicembre 2005 | Beaver Creek           | Stati Uniti   | Birds of Prey                  | SG    | Hannes Reichelt                 | Erik Guay                     | Matthias Lanzinger           |
| 2 dicembre 2005  | Beaver Creek           | Stati Uniti   | Birds of Prey                  | DH    | Daron Rahlves                   | Bode Miller                   | Hans Grugger                 |
| 3 dicembre 2005  | Beaver Creek           | Stati Uniti   | Birds of Prey                  | GS    | Bode Miller                     | Daron Rahlves                 | Kalle Palander               |
| 4 dicembre 2005  | Beaver Creek           | Stati Uniti   | Birds of Prey                  | SL    | Giorgio Rocca                   | Stéphane Tissot               | Ted Ligety                   |
| 10 dicembre 2005 | Val-d'Isère            | Francia       | Oreiller-Killy                 | DH    | Michael Walchhofer              | Fritz Strobl                  | Hans Grugger                 |
| 11 dicembre 2005 | Val-d'Isère            | Francia       | Oreiller-Killy                 | SC    | Michael Walchhofer              | Rainer Schönfelder            | Bode Miller                  |
| 12 dicembre 2005 | Madonna di Campiglio   | Italia        | 3-Tre                          | SL    | Giorgio Rocca                   | Benjamin Raich                | Kalle Palander               |
| 16 dicembre 2005 | Val Gardena            | Italia        | Saslong                        | SG    | Hans Grugger                    | Erik Guay                     | Ambrosi Hoffmann             |
| 17 dicembre 2005 | Val Gardena            | Italia        | Saslong                        | DH    | Marco Büchel                    | Michael Walchhofer            | Erik Guay                    |
| 18 dicembre 2005 | Alta Badia             | Italia        | Gran Risa                      | GS    | Massimiliano Blardone           | Davide Simoncelli             | François Bourque             |
| 21 dicembre 2005 | Kranjska Gora          | Slovenia      | Podkoren                       | GS    | Benjamin Raich                  | Massimiliano Blardone         | Thomas Grandi                |
| 22 dicembre 2005 | Kranjska Gora          | Slovenia      | Podkoren                       | SL    | Giorgio Rocca                   | Thomas Grandi                 | Ted Ligety                   |
| 29 dicembre 2005 | Bormio                 | Italia        | Stelvio                        | DH    | Daron Rahlves                   | Fritz Strobl                  | Tobias Grünenfelder          |
| 7 gennaio 2006   | Adelboden              | Svizzera      | Chuenisbärgli                  | GS    | Benjamin Raich                  | Fredrik Nyberg                | Stephan Görgl Kalle Palander |
| 8 gennaio 2006   | Adelboden              | Svizzera      | Chuenisbärgli                  | SL    | Giorgio Rocca                   | Ted Ligety                    | Benjamin Raich               |
| 13 gennaio 2006  | Wengen                 | Svizzera      | Lauberhorn Männlichen/Jungfrau | SC    | Benjamin Raich                  | Kjetil André Aamodt           | Peter Fill                   |
| 14 gennaio 2006  | Wengen                 | Svizzera      | Lauberhorn                     | DH    | Daron Rahlves                   | Michael Walchhofer            | Fritz Strobl                 |
| 15 gennaio 2006  | Wengen                 | Svizzera      | Männlichen/Jungfrau            | SL    | Giorgio Rocca                   | Kalle Palander                | Alois Vogl                   |
| 20 gennaio 2006  | Kitzbühel              | Austria       | Streifalm                      | SG    | Hermann Maier                   | Peter Fill                    | Hannes Reichelt              |
| 21 gennaio 2006  | Kitzbühel              | Austria       | Streif                         | DH    | Michael Walchhofer              | Marco Büchel                  | Daron Rahlves                |
| 22 gennaio 2006  | Kitzbühel              | Austria       | Ganslern                       | SL    | Jean-Pierre Vidal               | Reinfried Herbst              | Benjamin Raich               |
| 22 gennaio 2006  | Kitzbühel              | Austria       | Streif Ganslern                | KB    | Benjamin Raich                  | Bode Miller                   | Aksel Lund Svindal           |
| 24 gennaio 2006  | Schladming             | Austria       | Planai                         | SL    | Kalle Palander                  | Akira Sasaki                  | Benjamin Raich               |
| 28 gennaio 2006  | Garmisch-Partenkirchen | Germania      | Kandahar                       | DH    | Hermann Maier                   | Klaus Kröll                   | Andreas Buder                |
| 29 gennaio 2006  | Garmisch-Partenkirchen | Germania      | Kandahar                       | SG    | Christoph Gruber                | Scott Macartney               | Kjetil André Aamodt          |
| 3 febbraio 2006  | Chamonix               | Francia       | La Verte des Houches           | SC    | Benjamin Raich                  | Rainer Schönfelder            | Bode Miller                  |
| 4 febbraio 2006  | Chamonix               | Francia       | La Verte des Houches           | DH    | annullata                       | annullata                     | annullata                    |
| 4 marzo 2006     | Yongpyong              | Corea del Sud | Rainbow                        | GS    | Davide Simoncelli               | Massimiliano Blardone         | Aksel Lund Svindal           |
| 5 marzo 2006     | Yongpyong              | Corea del Sud | Rainbow                        | GS    | Ted Ligety                      | Fredrik Nyberg Kalle Palander |                              |
| 10 marzo 2006    | Shigakōgen             | Giappone      | Yakebitai                      | SL    | Benjamin Raich                  | Akira Sasaki                  | Thomas Grandi                |
| 11 marzo 2006    | Shigakōgen             | Giappone      | Yakebitai                      | SL    | Reinfried Herbst Kalle Palander |                               | Thomas Grandi                |
| 15 marzo 2006    | Åre                    | Svezia        | Olympia                        | DH    | Aksel Lund Svindal              | Bode Miller                   | Peter Fill                   |
| 16 marzo 2006    | Åre                    | Svezia        | Olympia                        | SG    | Bode Miller                     | Daron Rahlves                 | Aksel Lund Svindal           |
| 17 marzo 2006    | Åre                    | Svezia        | Olympia                        | GS    | Benjamin Raich                  | Massimiliano Blardone         | Fredrik Nyberg               |
| 18 marzo 2006    | Åre                    | Svezia        | Gästrappet                     | SL    | Markus Larsson                  | Stéphane Tissot               | Thomas Grandi                |

Legenda:

DH = discesa libera

SG = supergigante

GS = slalom gigante

SL = slalom speciale

KB = combinata

SC = supercombinata

### Classifiche

#### Generale

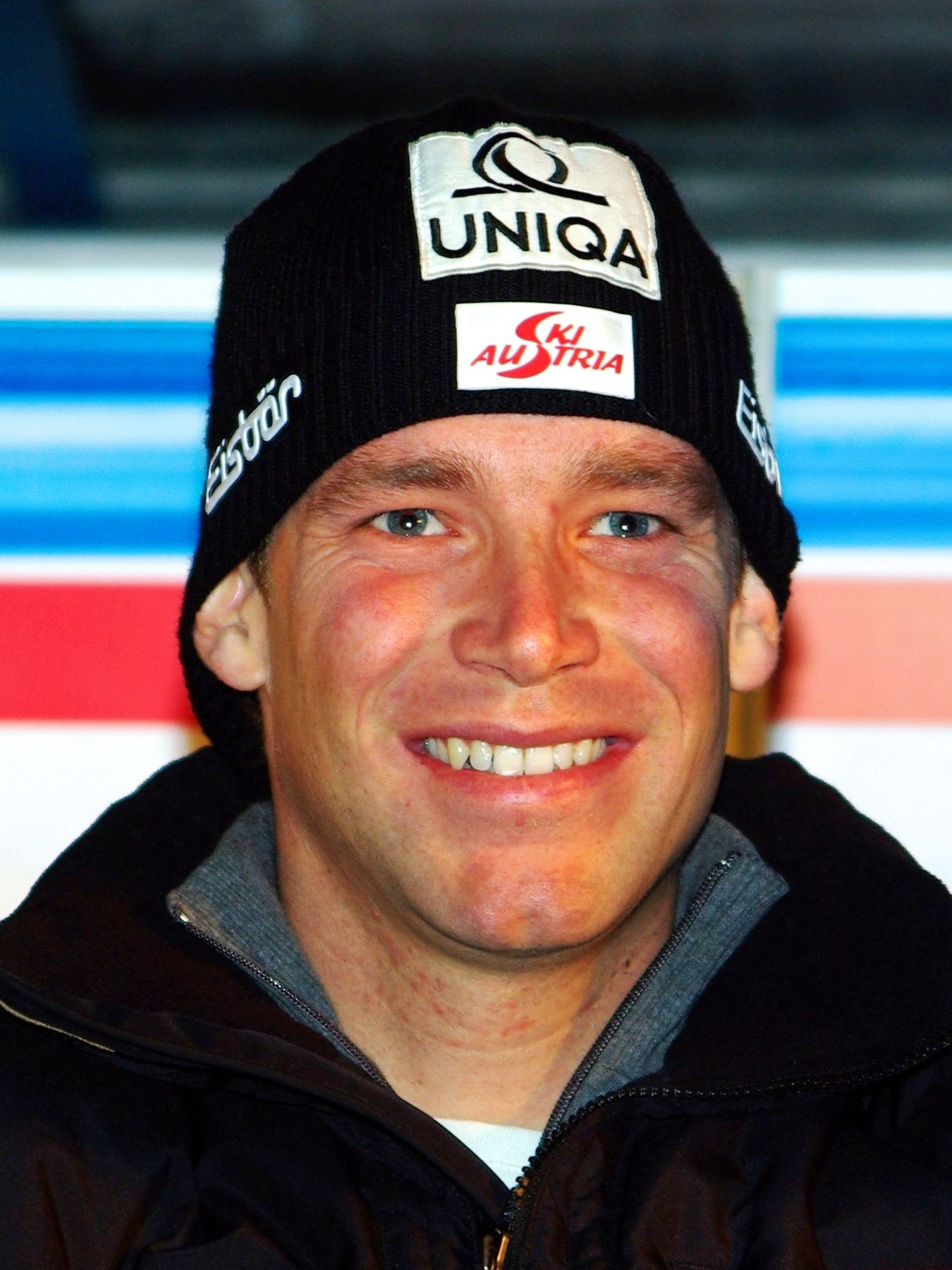
Benjamin Raich nel 2008

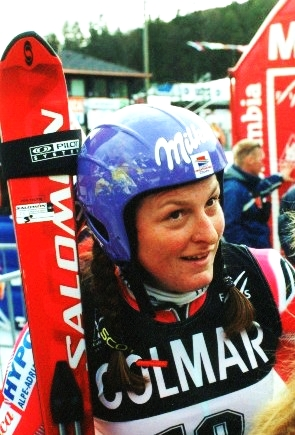
Janica Kostelić nel 2001

| Pos. | Nome                | Nazione       | Punti |
| ---- | ------------------- | ------------- | ----- |
| 1    | Benjamin Raich      | Austria       | 1410  |
| 2    | Aksel Lund Svindal  | Norvegia      | 1006  |
| 3    | Bode Miller         | Stati Uniti   | 928   |
| 4    | Daron Rahlves       | Stati Uniti   | 903   |
| 5    | Michael Walchhofer  | Austria       | 855   |
| 6    | Hermann Maier       | Austria       | 818   |
| 7    | Kalle Palander      | Finlandia     | 801   |
| 8    | Kjetil André Aamodt | Norvegia      | 707   |
| 9    | Ted Ligety          | Stati Uniti   | 636   |
| 10   | Marco Büchel        | Liechtenstein | 626   |

#### Discesa libera
| Pos. | Nome               | Nazione       | Punti |
| ---- | ------------------ | ------------- | ----- |
| 1    | Michael Walchhofer | Austria       | 522   |
| 2    | Fritz Strobl       | Austria       | 491   |
| 3    | Daron Rahlves      | Stati Uniti   | 444   |
| 4    | Marco Büchel       | Liechtenstein | 400   |
| 5    | Bode Miller        | Stati Uniti   | 340   |

#### Supergigante
| Pos. | Nome                | Nazione     | Punti |
| ---- | ------------------- | ----------- | ----- |
| 1    | Aksel Lund Svindal  | Norvegia    | 284   |
| 2    | Hermann Maier       | Austria     | 282   |
| 3    | Daron Rahlves       | Stati Uniti | 269   |
| 4    | Hannes Reichelt     | Austria     | 250   |
| 5    | Kjetil André Aamodt | Norvegia    | 223   |

#### Slalom gigante
| Pos. | Nome                  | Nazione   | Punti |
| ---- | --------------------- | --------- | ----- |
| 1    | Benjamin Raich        | Austria   | 481   |
| 2    | Massimiliano Blardone | Italia    | 442   |
| 3    | Fredrik Nyberg        | Svezia    | 414   |
| 4    | Davide Simoncelli     | Italia    | 314   |
| 5    | Kalle Palander        | Finlandia | 306   |

#### Slalom speciale
| Pos. | Nome           | Nazione     | Punti |
| ---- | -------------- | ----------- | ----- |
| 1    | Giorgio Rocca  | Italia      | 547   |
| 2    | Kalle Palander | Finlandia   | 495   |
| 3    | Benjamin Raich | Austria     | 410   |
| 4    | Ted Ligety     | Stati Uniti | 396   |
| 5    | Thomas Grandi  | Canada      | 360   |

#### Combinata
Nel 2006 fu stilata anche la classifica della combinata, sebbene non venisse assegnato alcun trofeo al vincitore.
| Pos. | Nome                | Nazione     | Punti |
| ---- | ------------------- | ----------- | ----- |
| 1    | Benjamin Raich      | Austria     | 345   |
| 2    | Bode Miller         | Stati Uniti | 200   |
| 2    | Michael Walchhofer  | Austria     | 200   |
| 4    | Rainer Schönfelder  | Austria     | 182   |
| 5    | Kjetil André Aamodt | Norvegia    | 162   |

## Donne

### Risultati
| Data             | Località            | Nazione     | Pista                  | Spec. | Prima                                          | Seconda                                    | Terza                        |
| ---------------- | ------------------- | ----------- | ---------------------- | ----- | ---------------------------------------------- | ------------------------------------------ | ---------------------------- |
| 22 ottobre 2005  | Sölden              | Austria     | Rettenbach             | GS    | Tina Maze                                      | Janica Kostelić                            | Anja Pärson                  |
| 2 dicembre 2005  | Lake Louise         | Canada      | Men’s Olympic Downhill | DH    | Elena Fanchini                                 | Michaela Dorfmeister                       | Alexandra Meissnitzer        |
| 3 dicembre 2005  | Lake Louise         | Canada      | Men’s Olympic Downhill | DH    | Lindsey Vonn                                   | Sylviane Berthod                           | Michaela Dorfmeister         |
| 4 dicembre 2005  | Lake Louise         | Canada      | Men’s Olympic Downhill | SG    | Alexandra Meissnitzer                          | Andrea Fischbacher                         | Michaela Dorfmeister         |
| 9 dicembre 2005  | Aspen               | Stati Uniti | Ruthie's               | SG    | Nadia Styger                                   | Michaela Dorfmeister                       | Andrea Fischbacher           |
| 10 dicembre 2005 | Aspen               | Stati Uniti | Ruthie's               | GS    | María José Rienda                              | Anja Pärson                                | Kathrin Zettel               |
| 11 dicembre 2005 | Aspen               | Stati Uniti | Lower Ruthie's         | SL    | Anja Pärson                                    | Janica Kostelić                            | Kathrin Zettel               |
| 17 dicembre 2005 | Val-d'Isère         | Francia     | Oreiller-Killy         | DH    | Lindsey Vonn                                   | Caroline Lalive                            | Alexandra Meissnitzer        |
| 18 dicembre 2005 | Val-d'Isère         | Francia     | Oreiller-Killy         | SG    | Michaela Dorfmeister                           | Alexandra Meissnitzer                      | Emily Brydon                 |
| 21 dicembre 2005 | Špindlerův Mlýn     | Rep. Ceca   | Černá Svatý Petr       | GS    | Janica Kostelić                                | Kathrin Zettel                             | Marlies Schild               |
| 22 dicembre 2005 | Špindlerův Mlýn     | Rep. Ceca   | Černá Svatý Petr       | SL    | Anja Pärson                                    | Janica Kostelić                            | Marlies Schild               |
| 28 dicembre 2005 | Lienz               | Austria     | Schlossberg            | GS    | Anja Pärson                                    | Nicole Hosp                                | Tina Maze                    |
| 29 dicembre 2005 | Lienz               | Austria     | Schlossberg            | SL    | Marlies Schild                                 | Nicole Hosp                                | Janica Kostelić              |
| 5 gennaio 2006   | Zagabria Sljeme     | Croazia     | Crveni Spust           | SL    | Marlies Schild                                 | Kathrin Zettel                             | Janica Kostelić              |
| 7 gennaio 2006   | Maribor             | Slovenia    | Radvanje               | SL    | Marlies Schild                                 | Janica Kostelić                            | Therese Borssén              |
| 13 gennaio 2006  | Bad Kleinkirchheim  | Austria     | Franz Klammer          | DH    | Anja Pärson                                    | Michaela Dorfmeister                       | Fränzi Aufdenblatten         |
| 14 gennaio 2006  | Bad Kleinkirchheim  | Austria     | Franz Klammer          | DH    | Janica Kostelić                                | Nike Bent                                  | Michaela Dorfmeister         |
| 15 gennaio 2006  | Bad Kleinkirchheim  | Austria     | Franz Klammer          | SG    | Janica Kostelić                                | Michaela Dorfmeister Alexandra Meissnitzer |                              |
| 20 gennaio 2006  | Sankt Moritz        | Svizzera    | Corviglia              | SG    | Michaela Dorfmeister                           | Tina Maze                                  | Nicole Hosp                  |
| 21 gennaio 2006  | Sankt Moritz        | Svizzera    | Corviglia              | DH    | Michaela Dorfmeister                           | Renate Götschl                             | Janica Kostelić              |
| 22 gennaio 2006  | Sankt Moritz        | Svizzera    | Corviglia              | SC    | Janica Kostelić                                | Anja Pärson                                | Lindsey Vonn                 |
| 27 gennaio 2006  | Cortina d'Ampezzo   | Italia      | Olimpia delle Tofane   | SG    | Anja Pärson                                    | Julia Mancuso                              | Lindsey Vonn                 |
| 28 gennaio 2006  | Cortina d'Ampezzo   | Italia      | Olimpia delle Tofane   | DH    | Renate Götschl                                 | Julia Mancuso                              | Elisabeth Görgl              |
| 29 gennaio 2006  | Cortina d'Ampezzo   | Italia      | Olimpia delle Tofane   | GS    | Nicole Hosp                                    | Geneviève Simard                           | Elisabeth Görgl              |
| 3 febbraio 2006  | Ofterschwang        | Germania    | Ofterschwanger Horn    | GS    | María José Rienda                              | Anja Pärson                                | Kathrin Zettel               |
| 4 febbraio 2006  | Ofterschwang        | Germania    | Ofterschwanger Horn    | GS    | Anja Pärson María José Rienda                  |                                            | Julia Mancuso                |
| 5 febbraio 2006  | Ofterschwang        | Germania    | Ofterschwanger Horn    | SL    | Janica Kostelić                                | Kathrin Zettel                             | Marlies Schild               |
| 3 marzo 2006     | Lillehammer Hafjell | Norvegia    | Kringelasen            | SG    | Michaela Dorfmeister Nadia Styger Lindsey Vonn |                                            |                              |
| 4 marzo 2006     | Lillehammer Hafjell | Norvegia    | Kringelasen            | SC    | Janica Kostelić                                | Anja Pärson                                | Marlies Schild               |
| 5 marzo 2006     | Lillehammer Hafjell | Norvegia    | Vardsveen              | GS    | María José Rienda                              | Nicole Hosp                                | Tanja Poutiainen             |
| 10 marzo 2006    | Levi                | Finlandia   | Levi Black             | SL    | Janica Kostelić                                | Anja Pärson                                | Kathrin Zettel               |
| 11 marzo 2006    | Levi                | Finlandia   | Levi Black             | SL    | Anja Pärson                                    | Janica Kostelić                            | Nicole Hosp                  |
| 15 marzo 2006    | Åre                 | Svezia      | WM Strecke             | DH    | Anja Pärson                                    | Lindsey Vonn                               | Elisabeth Görgl              |
| 16 marzo 2006    | Åre                 | Svezia      | WM Strecke             | SG    | Nicole Hosp                                    | Michaela Dorfmeister                       | Martina Ertl                 |
| 17 marzo 2006    | Åre                 | Svezia      | Gästrappet             | SL    | Janica Kostelić                                | Marlies Schild                             | Anja Pärson                  |
| 18 marzo 2006    | Åre                 | Svezia      | Olympia                | GS    | Janica Kostelić                                | Geneviève Simard                           | Nicole Hosp Tanja Poutiainen |

Legenda:

DH = discesa libera

SG = supergigante

GS = slalom gigante

SL = slalom speciale

SC = supercombinata

### Classifiche

#### Generale
| Pos. | Nome                  | Nazione     | Punti |
| ---- | --------------------- | ----------- | ----- |
| 1    | Janica Kostelić       | Croazia     | 1970  |
| 2    | Anja Pärson           | Svezia      | 1662  |
| 3    | Michaela Dorfmeister  | Austria     | 1364  |
| 4    | Nicole Hosp           | Austria     | 1112  |
| 5    | Lindsey Vonn          | Stati Uniti | 1067  |
| 6    | Marlies Schild        | Austria     | 961   |
| 7    | Kathrin Zettel        | Austria     | 872   |
| 8    | Julia Mancuso         | Stati Uniti | 755   |
| 9    | Alexandra Meissnitzer | Austria     | 753   |
| 10   | Elisabeth Görgl       | Austria     | 602   |

#### Discesa libera
| Pos. | Nome                 | Nazione     | Punti |
| ---- | -------------------- | ----------- | ----- |
| 1    | Michaela Dorfmeister | Austria     | 498   |
| 2    | Lindsey Vonn         | Stati Uniti | 410   |
| 3    | Renate Götschl       | Austria     | 315   |
| 4    | Janica Kostelić      | Croazia     | 300   |
| 5    | Fränzi Aufdenblatten | Svizzera    | 272   |

#### Supergigante
| Pos. | Nome                  | Nazione     | Punti |
| ---- | --------------------- | ----------- | ----- |
| 1    | Michaela Dorfmeister  | Austria     | 626   |
| 2    | Alexandra Meissnitzer | Austria     | 437   |
| 3    | Nadia Styger          | Svizzera    | 360   |
| 4    | Lindsey Vonn          | Stati Uniti | 326   |
| 5    | Janica Kostelić       | Croazia     | 266   |

#### Slalom gigante
| Pos. | Nome              | Nazione | Punti |
| ---- | ----------------- | ------- | ----- |
| 1    | Anja Pärson       | Svezia  | 585   |
| 2    | María José Rienda | Spagna  | 537   |
| 3    | Janica Kostelić   | Croazia | 464   |
| 4    | Nicole Hosp       | Austria | 461   |
| 5    | Geneviève Simard  | Canada  | 343   |

#### Slalom speciale
| Pos. | Nome             | Nazione   | Punti |
| ---- | ---------------- | --------- | ----- |
| 1    | Janica Kostelić  | Croazia   | 740   |
| 2    | Marlies Schild   | Austria   | 550   |
| 3    | Anja Pärson      | Svezia    | 485   |
| 4    | Kathrin Zettel   | Austria   | 399   |
| 5    | Tanja Poutiainen | Finlandia | 320   |

#### Combinata
Nel 2006 fu anche stilata la classifica della combinata, sebbene non venisse assegnato alcun trofeo alla vincitrice.
| Pos. | Nome            | Nazione     | Punti |
| ---- | --------------- | ----------- | ----- |
| 1    | Janica Kostelić | Croazia     | 200   |
| 2    | Anja Pärson     | Svezia      | 160   |
| 3    | Lindsey Vonn    | Stati Uniti | 110   |
| 4    | Marlies Schild  | Austria     | 105   |
| 5    | Nicole Hosp     | Austria     | 90    |

## Coppa delle Nazioni

### Risultati
| Data          | Località | Nazione | Pista   | Prima | Seconda                                                                                       | Terza |
| ------------- | -------- | ------- | ------- | --- | --------------------------------------------------------------------------------------------- | --- |
| 19 marzo 2006 | Åre      | Svezia  | Olympia | Austria Andrea Fischbacher Stephan Görgl Reinfried Herbst Nicole Hosp Michaela Kirchgasser Benjamin Raich | Stati Uniti Lindsey Vonn Ted Ligety Scott Macartney Julia Mancuso Daron Rahlves Resi Stiegler | Svezia Janette Hargin Patrik Järbyn Markus Larsson Jessica Lindell Vikarby André Myhrer Maria Pietilä Holmner |

### Classifiche
Le classifiche della Coppa delle Nazioni vengono stilate sommando i punti ottenuti da ogni atleta in ogni gara individuale e quelli assegnati nella gara a squadre.

#### Generale
| Pos. | Nazione     | Punti |
| ---- | ----------- | ----- |
| 1    | Austria     | 15449 |
| 2    | Stati Uniti | 6541  |
| 3    | Italia      | 4892  |
| 4    | Svezia      | 4722  |
| 5    | Svizzera    | 3951  |

#### Uomini
| Pos. | Nazione     | Punti |
| ---- | ----------- | ----- |
| 1    | Austria     | 7501  |
| 2    | Stati Uniti | 3339  |
| 3    | Italia      | 3089  |
| 4    | Norvegia    | 2264  |
| 5    | Svizzera    | 2233  |

#### Donne
| Pos. | Nazione     | Punti |
| ---- | ----------- | ----- |
| 1    | Austria     | 7948  |
| 2    | Svezia      | 3298  |
| 3    | Stati Uniti | 3202  |
| 4    | Croazia     | 2292  |
| 5    | Italia      | 1803  |